# Inhamitanga
Inhamitanga  és una vila i posto de Moçambic, situat al districte de Cheringoma a la província de Sofala. Hi ha una terminal de CFM Centro que enllaça amb Marromeu. És connectada amb la R1002, una carretera sense asfaltar, amb Chupanga.